# 中原秀一郎のラジオToday
中原秀一郎のラジオToday（なかはらひでいちろうのらじおとぅでぃ）は、1997年10月から2001年9月まで朝日放送ラジオ（ABCラジオ）で平日夕方に放送されていた情報番組。

## 概要
放送時間は月曜日～金曜日の夕方15:35～17:00だった。
当時朝日放送アナウンサーだった「ナニワの秀さん」こと中原秀一郎がメインパーソナリティとなり、「あなたの隣に秀さん」というコンセプトで身近な生活情報を提供していた。
その日の夕刊からニュースを紹介したり、リスナーから寄せられたハガキやファックスを番組内で紹介していた。また暮らしに役立つ情報なども紹介。

## 出演者
- メインパーソナリティ - 中原秀一郎（当時、朝日放送アナウンサー）[2][3]
- アシスタント - 清水ひろみ[2][3]
- 金曜日レギュラー - 土谷多恵子

## コーナー
- Today's Today - 夕刊やその日に発売された雑誌などから、気になるニュースを紹介
- 日石三菱ドライビングハイウェイ→ENEOSドライビングハイウェイ
- Today's 芸能情報
- 朝日新聞ニュース
- 交通情報
- トヨタ街かどお天気交差点
- 星占い

## 内包されていた番組
- 農協牛乳 心の詩（月曜日～金曜日 16:20～16:30）- 全農がスポンサーのコーナーだった。進行役は松島トモ子→渡辺徹。
- 竹村健一のずばりジャーナル（月曜日～金曜日 16:39～16:53）